# Пасі Пуйстола
Пасі Пуйстола (фін. Pasi Puistola; 16 вересня 1978, м. Тампере, Фінляндія) — фінський хокеїст, захисник. 
Вихованець хокейної школи «Ільвес» (Тампере). Виступав за «Ільвес» (Тампере), «Ессят» (Порі), «Таппара» (Тампере), ГВ-71 (Єнчопінг), «Сєвєрсталь» (Череповець), «Донбас» (Донецьк).
В чемпіонатах Фінляндії провів 598 матч (45+102), у плей-оф — 72 матч (6+11). В чемпіонатах Швеції — 270 матчів (46+118), у плей-оф — 68 матчів (5+31). У складі донецького «Донбасу» став переможцем Континентального кубка, офіційного міжнародного турніру серед європейських клубів.
У складі національної збірної Фінляндії учасник чемпіонатів світу 2010 і 2011 (15 матчів, 0+6). У складі молодіжної збірної Фінляндії учасник чемпіонату світу 1998. 
Досягнення
- Чемпіон світу (2011)
- Чемпіон Фінляндії (2003), срібний призер (1998, 2002, 2014), бронзовий призер (2001)
- Чемпіон Швеції (2008, 2010), срібний призер (2009).
- Переможець молодіжного чемпіонату світу (1998).
- Переможець Континентального кубка (2013).